# تل الأشعري
تل الأشعري هو موقع أثري يقع في الجهة الغربية من سهل حوران على بعد نحو 16 كم غرب مدينة درعا في سوريا ويُطل على وادي اليرموك، استمد تل الأشعري اسمه الحديث من اسم الصحابي أبو موسى الأشعري، ويُعتبر الموقع واحدًا من بين ثلاثة مواقع مُحتملة لمدينة ديون القديمة، إلى جانب بلدة أيدون الواقعة في جنوب مدينة إربد في الأردن، وبلدة بيت راس في الأردن.

## لمحة تاريخيّة

### في العصور القديمة
بُنيت منطقة تل الأشعري على بعد كيلومتر واحد من وادي الهرير أحد روافد نهر اليرموك بمحاذاة الانحناء الطبيعي من الجنوب للغرب للتل الذي ويمتد على طول نحو 400 متر وعرض 200 متر ويبلغ ارتفاعه ما بين 20 و 25 متراً، ووفقًا لبعض المصادر التاريخية فقد كان هذا التل في إحدى مراحله مقرًا لدير يتألف من ثلاث طبقات ويحتوي ما بين 300 و400 غرفة وكان مبنى الدير مُحصنًا بشكل جيد بحيث يُحيط به الوادي الذي يبلغ عمقه قرابة 300 متر من جهة الغرب، بينما كان مُحصّنًا من الجهات الثلاث الأخرى بأسوار أقيمت مبنية من كتل حجرية متدرجة ضخمة مزودة بأبراج للمراقبة والدفاع عن المدينة. يعود تاريخ تل الأشعري إلى الألفية الثالثة قبل الميلاد، ويحوي مسرحا أثريا في الحافة الغربية منه يبلغ قطره قرابة 50 مترًا، ويتسع لسبعة آلاف متفرج ويعد بمثابة متحف مقام في الهواء الطلق.
كان هُناك مدخلان رئيسيان لمنطقة تل الأشعري أحدهما يقع في الزاوية الجنوبية الشرقية والثاني يقع إلى الغرب منه في الزاوية الجنوبية الغربية للمنطقة، وقد كان هناك حمام إسلامي يقع على بعد نحو 50 مترًا من الجانب الشرقي للتل، ولكنه أزيل في حقبة زمنية قديمة مجهولة وجمعت عناصره ومكوناته ووضعت على شكل سور ضخم تقوم على مسافة عدة أمتار منه مقبرة قديمة على طرف سيل ماء، وفي الجزء الأوسط من المنطقة إلى جهة الشمال قليلًا، كانت هناك مقبرة أخرى، وقد تعرضت كلتي المقبرتين للحفر السري وأعمال التخريب خلال فترات سابقة.
عُرفت منطقة تل الأشعري على مدار تاريخها بعدة أسماء، مثل "عارونة"، و"خلوني"، أما الاسم الحالي لها فيعود تاريخه إلى الحقبة الإسلامية وهو نسبة للصحابي أبو موسى الأشعري، ويُعتبر موقع تل الأشعري واحدًا من بين ثلاثة مواقع مُحتملة لمدينة ديون القديمة، إلى جانب بلدة عيدون الواقعة في جنوب مدينة إربد في الأردن، وبلدة بيت راس في الأردن، وبحسب روايات المؤرخين اليونانيين بليني الأكبر وبطليموس فإن مدينة ديوم كانت تقع ضمن حلف المُدن العشرة التي كانت تُعرف باسم ديكابوليس، والتي أنشأها الإمبراطور الروماني بومبيوس الكبير عام 64 ق.م، والذي ضم عشرة من أهم مدن منطقة بلاد الشام وكان الغرض منه هو الوقوف ضد نفوذ الأنباط في الجنوب.

### في الحرب الأهلية السورية
تعرض موقع تل الأشعري خلال الحرب الأهلية السورية لعمليات تخريب وتنقيب وحفر غير شرعية على أيدي الميليشيات الإرهابية لسرقة ما به من محتويات وقطع أثرية وفخارية وبرونزية وتهريبها إلى خارج سوريا بغرض بيعها.

## الحفريات الأثرية
جذب موقع تل الأشعري أنظار الرحالة والباحثين الأثريين الذين منذ القرن التاسع عشر وأوائل القرن العشرين بدءًا من غ. شوماخر الذي زار المنطقة خلال الأعوام 1884-1897-1913، وج. أ. سميث الذي زار المنطقة في عام 1900، وحتى هنري سيرج الذي زار المنطقة في عام 1931، وقام بعمليات تنقيب فيها أسفرت عن اكتشاف مجموعة من العملات الهامة.
وفي عام 1943 استطاع الأثري جعفر الحسيني خلال أعمال التنقيب التي قام بها في المنطقة العثور على مجموعة من القطع الأثرية تضمنت أقراطاً ومشغولات ذهبية مرصعة بالأحجار الكريمة تعود إلى العصر الهيلينستي والعصر الروماني في الفترة ما بين القرن الثاني قبل الميلاد وحتى القرن الثالث بعد الميلاد. نقلت هذه المكتشفات بعد ذلك لتعرض في قسم الحلي في المتحف الوطني بدمشق. استئنفت أعمال التنقيب في المنطقة في عام 1992، وأسفرت هذه المرة عن اكتشاف مجموعة من المقابر الكنعانية المحفورة في الصخر، والتي عُثر بداخلها على حراب وقواطع نحاسية على شكل بلطات مقوسة ونبال نخامية، وكذلك على قدور وأوان وأباريق ودوارق فخارية مختلفة الأشكال والأحجام. وفي عام 1998 أجرت دائرة الآثار في درعا عمليات تنقيب شارك فيها طلاب وباحثين من كلية الآثار بجامعة دمشق، وأسفرت عن اكتشاف مجموعة غرف مختلفة الأبعاد جدرانها الداخلية مطلية بطبقة من الجير الأبيض ويعود تاريخها إلى الحقبة الإسلامية المبكرة، وقد عُثر داخل هذه الغرف على خاتم مسطح مصنوع من اللازورد الأزرق يُعتقد أنه يعود إلى عصر البرونز الحديث في الفترة ما بين عامي 1600-1200 قبل الميلاد، وهو خاتم مثقوب يوجد في الجزء الأعلى منه نقش لأسدين واثبين يتوسطهما رجل واقف يرتدي رداء طويلاً يغطي ساقه اليمني في حين بقيت ساقه اليسرى عارية، كما عُثر أيضًا على أدوات لصناعة الأواني الفخارية وعلى مجموعة مصنوعات عاجية من بينها مشط مزخرف بدوائر صغيرة نُقشت بطريقة الحفر الغائر، وعلى ملعقة متوسطة الحجم ومسلة خياطة ونماذج فخارية تعود على الأرجح للعصر المملوكي.
ركزت عمليات التنقيب على الجزء الشمالي من التل بدءًا من عام 1998 وحتى عام 2004، وأدت إلى اكتشاف بقايا أبنية أثرية يعود تاريخ إنشاءها إلى الحقب الرومانية. وبدءًا من عام 2005، اتجهت عمليات التنقيب إلى القسم الغربي من منطقة تل الأشعري، والتي كشفت عن أبنية الحمامات الرومانية
كانت آخر بعثة تنقيب أثرية أتت إلى منطقة تل الأشعري في عام 2010، والتي أسفرت الحفريات وأعمال التنقيب التي قامت بها عن اكتشاف 3 آلاف قطعة أثرية تتنوع ما بين قطع فخارية وأسرجة وأدوات برونزية إلى جانب اكتشاف 21 مدفنا رومانيًا محفورًا تحت الأرض، تعود خمس مدافن منها إلى الفترة ما بين القرنين الثاني والرابع الميلادي، وتحتوي على ممرات تصل إلى حجرات الدفن والتي تمتد على عمق مترين تحت الأرض.